# Julien Liebaert

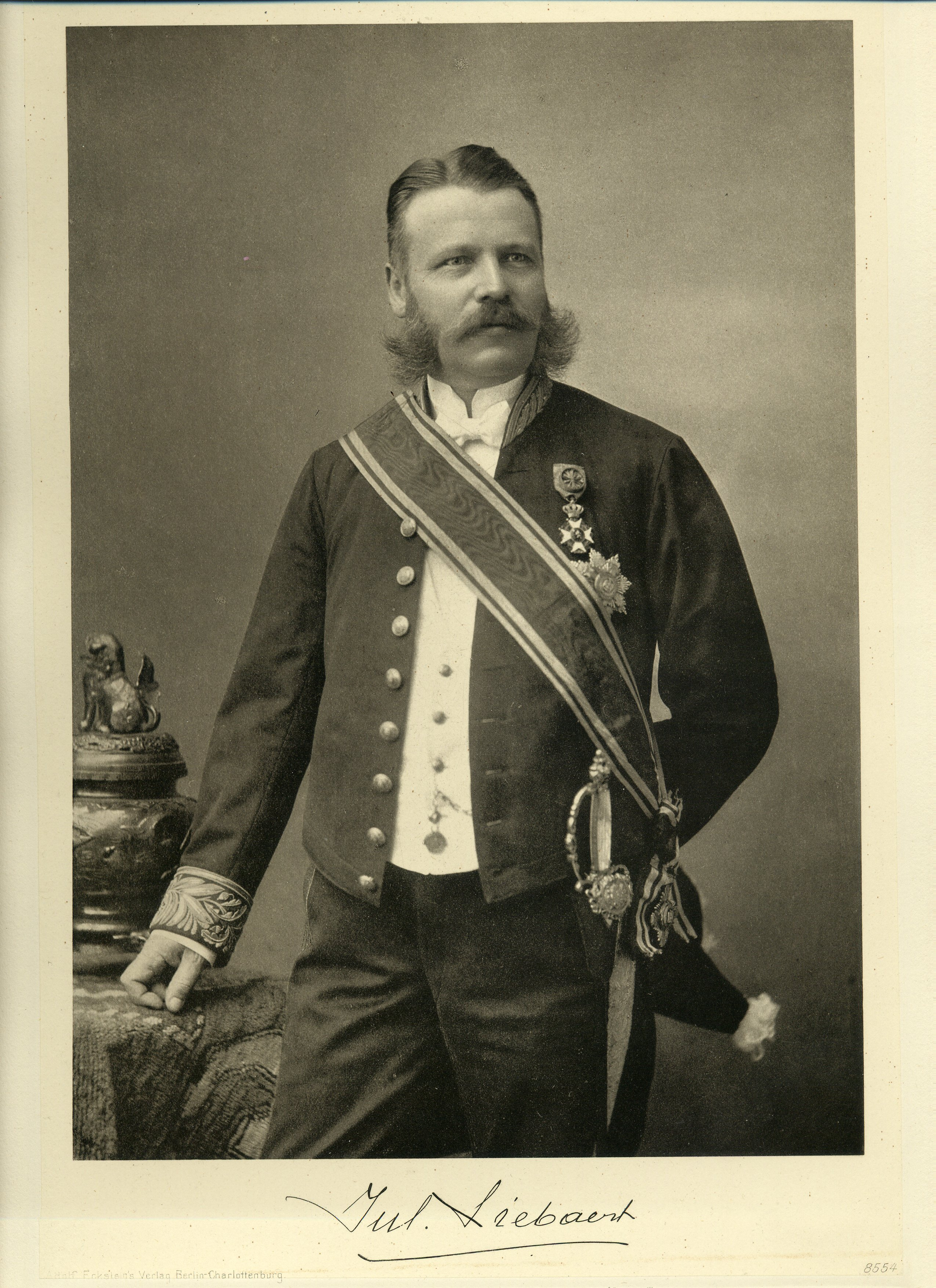
In 1900

Julien Auguste Marie Joseph Liebaert (Kortrijk, 22 juni 1848 - Ternat, 16 september 1930) was een Belgisch volksvertegenwoordiger, senator en minister voor de Katholieke Partij.

## Biografie
Julien Liebaert was een zoon van Auguste Liebaert en Louise Peel. Hij trouwde in 1874 met Marie Debontridder (1852-1916). Ze hadden twee zoons en een dochter die trouwde met Jean Mahieu, burgemeester van Roeselare, volksvertegenwoordiger en senator.
Hij promoveerde tot doctor in de rechten (1870) en tot doctor in de politieke en administratieve wetenschappen (1871) aan de Katholieke Universiteit Leuven. Hij vestigde zich als advocaat in Brussel en vervolgens in Kortrijk. 
Hij werd verkozen tot provincieraadslid (1877-1890) en was gedeputeerde (1878-1890) van West-Vlaanderen.
In april 1890 werd hij (zonder liberale tegenkandidaat) verkozen tot volksvertegenwoordiger voor het arrondissement Kortrijk ter vervanging van de overleden Désiré de Haerne. Hij vervulde dit mandaat tot in 1919. Hij werd in 1919 verkozen tot senator voor hetzelfde arrondissement, om van 1925 tot 1929 als gecoöpteerd senator te zetelen.
Liebaert doorliep gedurende twaalf jaar een gevarieerde ministeriële carrière, als:
- minister van Financies (januari tot augustus 1899) in de regering-Vandenpeereboom,
- minister van Nijverheid en Arbeid (augustus 1899 - februari 1900) in de regering-De Smet de Naeyer II,
- minister van Posterijen, Spoorwegen en Telegrafie (augustus 1899 - mei 1907) in de regering-De Smet de Naeyer II,
- minister van Financies (mei 1907 - juni 1911) in de regering-De Trooz en de regering-Schollaert.

In 1912 werd hij benoemd tot minister van Staat en werd hij directeur (1912-1926) en regent (1927-1930) van de Nationale Bank van België. 

## Eerbetoon
In 1930 werd Liebaert, enkele maanden voor zijn overlijden, in de Belgische erfelijke adel opgenomen met de bij eerstgeboorte overdraagbare titel van baron. 
In Kortrijk is naar hem de Minister Liebaertlaan vernoemd.